# 4월의 어느 날
4월의 어느 날(Sometimes In April)은 미국에서 제작된 라울 펙 감독의 2005년 드라마, 전쟁 영화이다. 이드리스 엘바 등이 주연으로 출연하였고 다니엘 델럼 등이 제작에 참여하였다.

## 출연

### 주연
- 이드리스 엘바
- 캐롤 카레메라

### 조연
- 파멜라 놈베트
- 오리스 이휴에로
- 프레이저 제임스
- 애비 뮤키이비 카아가
- 클레오파스 카바시타
- 노아 엠머리히
- 데브라 윙거
- 제이 베네딕
- 토드 보이스
- Stephen Buckingham
- 로널드 퍼니
- 브라이언 그린
- 제프 하딩
- 휴버트 콘드
- 에이사 마이가
- 마이크 마셜
- 피터 맥로비
- 톰 타미

## 제작진
- 미술: 비노잇 바로우
- 의상: 폴레 맨게놋
- 배역: 실비 브로쉐레
- 배역: 에이비 코프먼